# رادیکینا بارا
رادیکینا بارا (به صربی: Radikina Bara) یک منطقهٔ مسکونی در صربستان است که در نیشکا بانگا واقع شده‌است.